# 文一峰
文 一峰（ムン・イルボン、朝鮮語: 문일봉、1943年 -  2010年6月）は、朝鮮民主主義人民共和国の政治家。財政相、朝鮮モンゴル親善協会委員長、最高人民会議代議員などを歴任したが、財政相在任時の金融改革の失敗の責任を問われ、2010年6月に処刑された。

## 経歴
1943年に生まれた。出生地は不明。1998年9月に最高人民会議第10期代議員に選出され、10月に貿易部の代表としてロシアに駐在した。1999年2月に国家計画委員会価格統制局長に転じ、2000年10月2日に財政相に任命された。2001年2月12日に開催された第10回白頭山賞国際フィギュア祭典にフィギュア協会委員長として参加した。同年4月5日に開催された最高人民会議第10期第4回会議で2000年の予算執行の決算と2001年の予算審議議案についての報告を行った。2002年には一部の連合企業所などで独立採算制を導入するなどの経済改革を行った。
2003年に最高人民会議第11期代議員に再選され、9月3日に開催された最高人民会議第11期第1回会議で財政相に再任された。2005年9月24日には朝鮮モンゴル親善協会委員長として代表団を率いてモンゴルを訪問した。2008年に財政相を解任され、2010年6月に金融改革・貨幣改革の失敗の責任を問われ、処刑された。